# Латыпов, Ахат Фасхутдинович
Ахат Фасхутдинович Латыпов — советский хозяйственный и государственный деятель, лауреат Государственной премии СССР за выдающиеся достижения в труде.

## Биография
Родился в 1933 году в селе Таукай Гайна. Член КПСС.
В 1953—2000 годах — мастер Белебеевской конторы бурения треста «Башзападнефтеразведка», мастер Исянгуловской конторы бурения треста «Башюгнефтеразведка», буровой мастер в заграничной командировке в Индии, мастер Белебеевского завода нормалей и метизов, буровой мастер, мастер цеха добычи нефти Белебеевского управления буровых работ.
Заслуженный нефтяник Башкирской АССР (1981), отличник нефтяной промышленности СССР (1976), почетный нефтяник СССР.
За большой личный вклад в увеличение добычи нефти и газа был в составе коллектива удостоен Государственной премии СССР за выдающиеся достижения в труде 1986 года.
Депутат Верховного Совета Башкирской АССР 12-го созыва.
Жил в Белебее.

## Награды
- Орден Трудового Красного Знамени (1982)
- Орден Знак Почёта (1977)